# Route nationale 4 (Mayotte)
Pour les articles homonymes, voir Route nationale 4.
La route nationale 4 ou RN 4 est une route nationale française de Mayotte reliant Dzaoudzi à Pamandzi.

## Historique
La route nationale 4 de Mayotte a été créée par décret du 6 juillet 1978.

## Tracé
- Dzaoudzi
- Labattoir
- Pamandzi
- Aéroport de Dzaoudzi-Pamandzi